# 悍龙属
悍龙属（属名：Bagualosaurus）是巴西圣玛利亚组发现的一属蜥脚形亚目恐龙，生存于大约2.3亿年前的晚三叠世卡尼阶。本属仅含有一个物种：阿古多悍龙（Bagualosaurus agudoensis）。

## 发现与命名

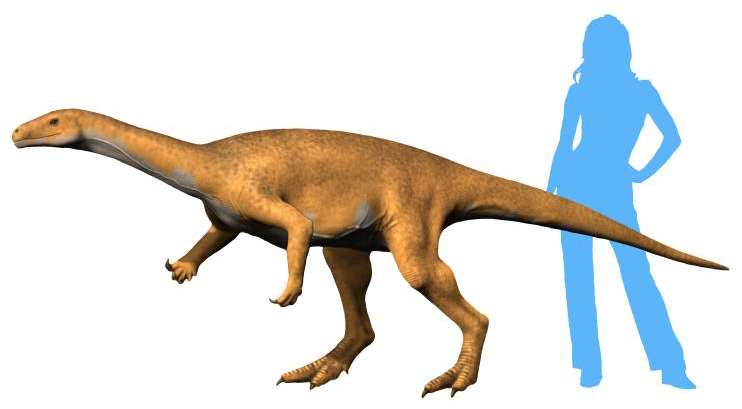
生命复原及体型比较

2007年，在南里奥格兰德州阿古多附近的岩层露头中出土了一只蜥脚类骨骼，整副骨架镶嵌在一块石头中。五年来，在塞萨尔·莱安德罗·舒尔茨（Cesar Leandro Schultz）所策划的南里奥格兰德州联邦大学实验室的收藏品中，没有人对这些化石进行任何研究。2012年，弗拉维奥·奥古斯托·普雷托（Flávio Augusto Pretto）开始研究该标本。在2018年，他和马克斯·卡多索·朗格（Max Cardoso Langer）等人命名并描述了模式种阿古多悍龙（Bagugosaurus agudoensis）。属名取自南里奥格兰德州方言中的bagual一词，意思是“强悍的”，指其强壮的后肢。种名指化石发现地阿古多。
正模标本为UFRGS-PV-1099-T，发现于卡尼阶的Candelária层红色泥岩中，由带有颅骨的部分骨骼组成，包含颅骨下部、下颌骨、九个背椎、三个骶椎、两个尾椎、肋骨、腹肋、人字骨、两个髂骨、右耻骨、两个腿骨、两个胫骨、两个腓骨以及左脚。部分骨骼仍连在一起，但已被侵蚀损坏。其后肢被抬起，发现在它的背面，这对恐龙化石来说是个罕见的位置。

## 叙述
悍龙是一种中型蜥脚类，长约2.5（8.2英尺），根据其牙齿形态，该物种应为食草动物。它的头骨和牙齿结构特征类似于后来的诺利阶蜥脚类动物，如泉水谷龙、埃弗拉士龙和板龙，但是其颅后骨骼更类似于早期恐龙。 同样，它比诺利阶的蜥脚类小一些，但比当时的其他蜥脚形亚目大得多，这表明它在衍化上处于原始蜥脚形亚目和诺利阶蜥脚类之间的过渡阶段。